# Urenskij rajon
L'Urenskij rajon (in russo Уренский район?) è un rajon dell'Oblast' di Nižnij Novgorod, nella Russia europea; il capoluogo è Uren'.